# Clinocera tibiella
Clinocera tibiella är en tvåvingeart som beskrevs av Josef Mik 1880. Clinocera tibiella ingår i släktet Clinocera och familjen dansflugor. Inga underarter finns listade i Catalogue of Life.